# Amiláz

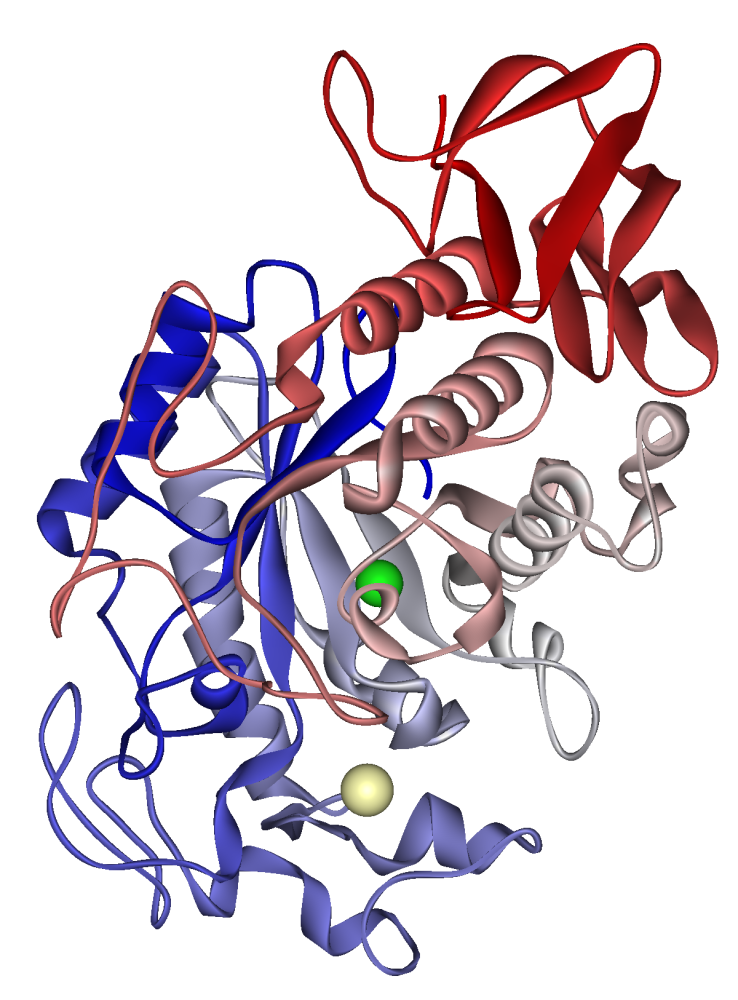
Ptialin, azaz nyálamiláz negyedleges szerkezete. A kalciumion sárgával, a kloridion zölddel jelölve

Az amilázok a keményítő cukrokká bontását végző enzimcsalád. Egyaránt megtalálhatók növényekben és állatokban. Az ember szervezetében a nyálban és a hasnyálmirigy váladékában fordulnak elő. Ha keményítőtartalmú élelmiszert elég sokáig rágunk, akkor az az amiláz hatására enyhén megédesedik az ember szájában, ami az enzim működésének a következménye. 1833-ban a francia Anselme Payen fedezte fel árpamalátában, és a diasztáz nevet adta neki. Ez volt az első enzim, amelyet felfedeztek. Ma már géntechnikával is készítenek α-amilázt.

## Osztályozása
Mivel lebontja a poliszacharidokat, a glikozidázok közé sorolják, és mivel hidrolizál, a hidrolázok közé is tartozik. Fehérjeszerkezetük alapján az amilázok a glikozil hidrolázok 13-as, 14-es és 15-ös osztályába tartoznak.

### α-amiláz
A metalloproteinek közé tartozó enzimcsalád (EC 3.2.1.1), amelynek tagjai csak kalciumion jelenlétében működőképesek. A keményítő α(1-4)-glikozidkötéseit hasítják, a végtermék amilóz esetén maltotrióz és maltóz, amilopektin esetén dextrin, maltóz és glükóz. A keményítőlánc tetszőleges pontját képes megtámadni, ezért gyorsabban bont a csak láncvégen dolgozó enzimeknél. Az állatvilág alapvető emésztőenzime, de előfordul növényekben, gombákban (tömlősgombák, bazídiumos gombák) és baktériumokban (Bacillus) is. Működésének optimális pH tartománya 6.7-7.0. Emberben öt izoformája van, amiből három a nyálamilázban, a többi a hasnyálmirigy-amilázban lelhető fel. Az előbbieket az AMY1A, AMY1B és AMY1C, az utóbbiakat az AMY2A és az AMY2B gének kódolják. A nyálamilázoknak külön nevük van, ptialinnak hívják őket.

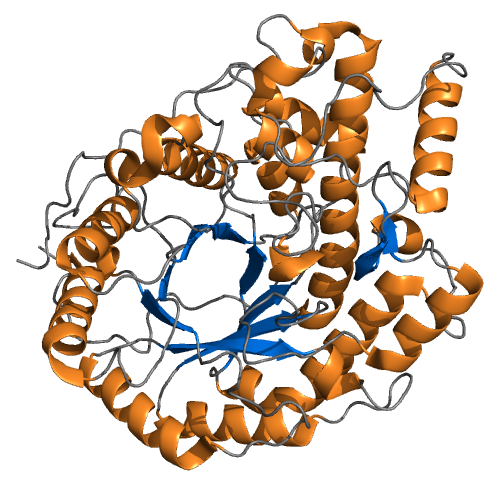
β-amiláz negyedleges szerkezete

### β-amiláz
Növényekben, gombákban és baktériumokban előforduló enzimcsalád (EC 3.2.1.2), amely keményítő, glikogén és hasonló poliszacharidok lebontását végzi el. A lánc nem-redukáló végétől számolva a második α(1-4)-glikozidkötést hasítja el, azaz egy maltóz-egységet vág le a keményítőről. Az eredetileg α-konfigurációjú kötés invertálódik, a lehasadó maltóz β-konfigurációjú lesz. Működésének optimális pH tartománya 4,0-5,0. Gyümölcs érése során pont ez a folyamat zajlik, az enzim az elraktározott keményítőt maltózzá bontja, a gyümölcs megédesedik.

### γ-amiláz
Ez az enzimcsalád (EC 3.2.1.3) a lánc nem-redukáló végéről α-D-glükózt hasít le, amely a folyamat során β-D-glükózzá invertálódik, azaz a lehasadás itt is enantioszelektív, mint a β-amiláz esetében. Természetesen a közegre jellemző anomer egyensúlyi arány idővel beáll. Működésének optimális pH tartománya 3 körüli, ezzel ez a legsavasabb környezetre specializódott amiláz.

### izoamilázok
Ezek az enzimek a (EC 3.2.1.68) a glikogén, amilopektin és β-limit dextrinjeik α(1→6)-glikozidkötéseit hasogatják el, ezért oldalágtalanító enzimnek is nevezik. A maltóz a legkisebb egység, amit képes leválasztani. Baktériumokban, gombákban, növényekben, és állatokban egyaránt előfordul. Az ember szervezetében a hasnyálmirigy termeli.

## Növényekben
A gabonamagvakban és a gyümölcsökben az érési folyamat alatt amiláz képződik. Ez lebontja a keményítőt, így a gyümölcs édesebbé, a mag csíraképessé válik. Azért van rá szükség, mert így a vízoldhatatlan keményítőben tárolt szénhidrátok vízben oldódó mono- és diszacharidokká alakulnak. A csíranövény csak ebben a formában tudja hasznosítani, és tud új sejteket építeni.

## Az emberi testben
Az α-amiláz a nyálmirigyekben és a hasnyálmirigyben termelődik. A rák felismerését segíti a tüdőben és a petefészekben kimutatott amiláz. Az amiláz legnagyobb része a bélrendszerben marad, csak kevés jut be a véráramba. Lehetővé teszi a szénhidrátok megemésztését.

## Működési optimumai
Ahogy más enzimek, az amilázok is csak egy bizonyos pH-tartományban, 3,5–9 pH-n működnek. Az aktivitási optimum az amiláz eredetétől függ: a gombákból nyert amiláz optimuma 5,7 pH, az állati és a bakteriális amiláz optimuma a semleges vagy az enyhén lúgos tartományba esik. Erősen savas közegben kicsapódnak, ezért a gyomorban nem működnek. Ugyanígy a gyümölcssavak is csökkentik aktivitását. A hőmérsékleti optimum 45 °C.

## Kórtünetek
Az amiláz megnövekedett aktivitása a vérben ezekre a betegségekre utalhat:
- mumpsz, a nyálmirigyek vírusos gyulladása
- akut hasnyálmirigy-gyulladás az amiláztermelő sejtek károsodása miatt
- krónikus hasnyálmirigy-gyulladás
- az epevezeték elzáródása
- veseelégtelenség a kiválasztás hatékonyságának romlása miatt

Az amilázérték egyszerűen mérhető. A hasnyálmirigy-gyulladás fő tesztje volt, de a lipázaktivitás mérésével hátrányba szorult, azonban még mindig fontos mérőszám. A laborok vagy az összes amilázt, vagy a hasnyálmirigy-amilázt mérik. Az utóbbi esetben a nyálmirigyek megbetegedései azonban nem mutathatók ki.

## Normálértékek emberben
Az egészséges emberre jellemző értékek a mérés módja szerint:
- Szérum
  - Alfa-amiláz, összesen            28–100 U/l
  - Alfa-amiláz, hasnyálmirigy          13–53 U/l
  - Alfa-amiláz, nyálmirigy        <  47 U/l
  - Újszülött alfa-amiláza, összesen   <  80 U/l
- Vizelet (a mérés hőmérséklete 37 °C)
  - Spontán vizelet  < 460 U/l
  - Gyűjtött vizelet   < 270 U/l

## Felhasználása
A sörgyártásban a gabonában eleve jelenlevő amilázt hasznosítják. A csírázást először serkentik, majd gátolják. Csíráztatásakor a hőmérsékletet és a pH-t a gabonában levő amiláz működési optimumához igazítják, hogy a keményítőt mono- és diszacharidokra bontsa, amit az élesztő megerjeszthet, alkoholt és szén-dioxidot termelve.
A biotechnológiai módszerekkel baktériumokból és gombákból előállított amilázt a liszt feljavítására használják. Az amiláz által előállított mono- és diszacharidokból kelesztéskor alkohol és szén-dioxid lesz, ami felfújja a tésztát. Az így kezelt lisztből sütött termék jobban barnul sütéskor. Rozs esetén az amiláz hatása többek között a tészta savanyításával ellensúlyozható.
Alfa-amilázt tartalmazó tablettákkal többek között láztalan nyakfájást kezelnek.